# Désiré De Meyer
Désiré-Joseph De Meyer (Brugge, 31 januari 1833 - 4 november 1926) was een Belgisch geneesheer en kunstverzamelaar.

## Levensloop
Désiré was de zoon van chirurg Isaac De Meyer. Hij was gehuwd met Anna Meuret (dochter van François Meuret en Marie Minne), die op jonge leeftijd in 1878 overleed. 
Hij bezat een uitgebreide kunstverzameling, opgesteld in zijn woning aan de Sint-Annarei, op de hoek met de Blekersstraat, met onder meer werken toegeschreven aan Van Eyck, Murillo, Pieter Pourbus, Van Orley, Van Dyck, Rembrandt, Jan Steen en Boucher, zoals in de catalogus van de openbare verkoop in Brussel te zien is. Zijn verzameling bevatte ook tal van gravures, antieke meubelen, porselein en andere waardevolle kunstvoorwerpen.
Voor de kunstliefhebber die Brugge bezocht, behoorde een bezoek aan het huis en museum van dokter De Meyer tot de bijzondere attracties. Hij hield vanaf 1869 een gulden boek bij, waar duizenden bezoekers hun handtekening in plaatsten. Onder hen: Alfred Verwee, Alfred Stevens, Louis Artan, Paul de Vigne, Léon Frédéric, Constant Permeke, James Ensor, Edmond Picard, Camille Lemonnier, Emile  Verhaeren, Victor Hugo, Georges Rodenbach, Georges Duhamel, Jules Destrée, Alphonse Wauters, Paul de Mont, Jan van Rijswijck, Paul Errera, Fritz Mayer van den Bergh, generaal Henri Alexis Brialmont, Adrien Goffinet, Edmond de Rothschild, graaf de Renesse, hertog d'Ursel en prins de Croÿ.
Hij was voorzitter van de Société Archéologique de Bruges en medestichter van het Gruuthusemuseum. Hij was ook ondervoorzitter van de Provinciale commissie voor monumenten. Hij ligt, net als zijn vader, begraven op de stedelijke begraafplaats te Brugge.